# Pepsico
Pepsico, Inc, i marknadsföringssyfte skrivet PepsiCo, Inc, är ett amerikanskt multinationellt livsmedelsföretag och dryckestillverkare. Företagets mest kända produkt är dess coladryck vid namn Pepsi, som står för 21 procent av den globala läskedrycksmarknaden och genererar årligen mer än $20 miljarder i försäljning till koncernen.
Fram till 1997 ägde Pepsico även Kentucky Fried Chicken (KFC), Pizza Hut och Taco Bell, mars det året knoppades verksamheterna av och sattes in i ett holdingbolag vid namn Tricon Global Restaurants Inc. (idag Yum Brands, Inc). För det fick Pepsi $4,5 miljarder, som skulle användas bland annat för att betala av skulder.

## Varumärken
- Aquafina
- Doritos
- Gatorade
- Lay's
- Mountain Dew
- Pepsi-Cola
- Quaker Oats
- Sierra Mist
- Sodastream[6][7]
- Tropicana
- Walkers
- Cheetos

### Partnerskap
- 7 Up (enbart utanför USA)
- Dole Food Company
- Lipton (samarbete med Unilever)
- Starbucks

## Ledare[8]

### Styrelseordförande
- Herman Lay, 1965–1971
- Donald M. Kendall, 1971–1986
- D. Wayne Calloway, 1986–1996
- Roger Enrico, 1996–2001
- Steven Reinemund, 2001–2007[9]
- Indra Nooyi, 2007[9]–2019[10]
- Ramon Laguarta, 2019[10]–

### Verkställande direktörer
- Donald M. Kendall, 1965–1986
- D. Wayne Calloway, 1986–1996
- Roger Enrico, 1996–2001
- Steven Reinemund, 2001–2006
- Indra Nooyi, 2006–2018[11]
- Ramon Laguarta, 2018[11]–